# ميلان راباييتش
ميلان راباييتش، من مواليد 16 أغسطس 1973 في نوفا غرادسكا في كرواتيا، لاعب كرة قدم كرواتي.
بدأ مسيرته الكروية مع نادي هادجويك سبيليت في عام 1991، ولعب معهم حتى عام 1996، وفي عام 1996 انتقل إلى نادي بيروجيا الإيطالي، ولعب معهم حتى عام 2000، وفي عام 2000 انتقل إلى نادي فنربغشة التركي، ولعب معهم حتى عام 2002، وفي موسم 2002/2003 عاد إلى نادي هادجويك سبيليت، وفي موسم 2003/2004 لعب مع نادي أنكونا الإيطالي، وهو يلعب حاليا مع نادي ستاندارد لياج البلجيكي.
و قد لعب مع منتخب كرواتيا لكرة القدم 45 مباراة وسجل 5 أهداف.

## وصلات خارجية
- ميلان راباييتش على موقع الاتحاد الدولي (مؤرشف)  (الإنجليزية)
- ميلان راباييتش على موقع اتحاد كرواتيا (الكرواتية)
- ميلان راباييتش على موقع اتحاد تركيا (لاعب) (الإنجليزية)
- ميلان راباييتش على موقع قاعدة بيانات كرة القدم.إي يو (الإنجليزية)
- ميلان راباييتش على موقع ناشيونال فوتبول تيمز (الإنجليزية)
- ميلان راباييتش على موقع عالم كرة القدم.نت (الإنجليزية)